# Distretto di Bùrd
Il distretto di Bùrd è uno dei diciannove distretti (sum) in cui è suddivisa la provincia del Ôvôrhangaj, in Mongolia. Conta una popolazione di 3.135 abitanti (censimento 2008). 